# روز اليوسف (مجلة)
روز اليوسف مجلة مصرية أسبوعية معروفة تصدرها مؤسسة روز اليوسف. بدأت في الصدور في 26 أكتوبر عام 1925 م. وما زالت تصدر حتى الآن يعرف عن المجلة حملها منذ صدورها لواء التنوير في مصر، كما دخولها في صدامات ومواجهات مع الحكومات المصرية المتعاقبة، إلى أن تم تأميم الصحف في مصر في الخمسينيات .

## بدايتها وصراعاتها
كان للصحفي محمد التابعي دور كبير في المساهمة في إنشاء المجلة الي جوار مؤسستها روز اليوسف كما عمل فيها مصطفى أمين وعلي أمين.
بدأت مجلة روز اليوسف كمجلة فنية أدبية مصورة تعني بأخبار الفن والأدب والأدباء والفنانين ثم ما لبثت أن تحولت الي السياسة وذلك في العام الثالث لصدورها.
خاضت المجلة صراعات ومواجهات مع الملك والإنجليز والحكومات المتعاقبة، كما صودرت مرات عديدة من عام 1928 م. يحسب للمجلة قيامها بحملة ضد حكومة نسيم باشا الوفدية الي أن استقالت الحكومة.

## إصدار الجريدة
كما أصدرت روز اليوسف جريدة روز اليوسف اليومية في 25 مارس 1935 م والتي كان من أبرز محرريها عباس العقاد ومحمود عزمي، والتي أغلقت بعد فترة إثر رفض الموزعين بيعها بسبب أزمة مؤسستها روز اليوسف مع حزب الوفد.
تقع مكاتب المجلة في شارع القصر العيني بالقاهرة. ويرأس تحريرها حاليا الكاتب الصحفي: أحمد الطاهري